# Hiszpania na Letnich Igrzyskach Olimpijskich 1992
Hiszpanię na Letnich Igrzyskach Olimpijskich 1992 reprezentowało 422 zawodników: 297 mężczyzn i 125 kobiet. Był to 16 start reprezentacji Hiszpanii na letnich igrzyskach olimpijskich. Reprezentanci Hiszpanii zdobyli 22 medale, co jest najlepszym wynikiem w historii startów na igrzyskach olimpijskich.

## Zdobyte medale
| Medal  | Zawodnik | Dyscyplina             | Konkurencja                                    | Rezultat                                                                            |
| ------ | --- | ---------------------- | ---------------------------------------------- | ----------------------------------------------------------------------------------- |
| Złoto  | Mariví González, Natalia Dorado, Virginia Ramírez, Carmen Barea, Silvia Manrique, Nagore Gabellanes, Masa Rodríguez, Sonia Barrio, Eli Maragall, Teresa Motos, Maider Tellería, Mercedes Coghen, Núria Olivé, Anna Maiques, Maribel Martínez                      | Hokej na trawie        | turniej kobiet                                 | w meczu finałowym pokonały zespół Niemiec 2:1                                       |
| Złoto  | Almudena Muñoz | Judo                   | waga do 52 kg kobiet                           | w finałowej walce pokonała Japonkę Noriko Mizoguchi                                 |
| Złoto  | Míriam Blasco | Judo                   | waga do 56 kg kobiet                           | w walce finałowej pokonała Brytyjkę Nicolę Fairbrother                              |
| Złoto  | José Moreno | Kolarstwo torowe       | wyścig na 1 km ze startu zatrzymanego mężczyzn | 1:03,342 min                                                                        |
| Złoto  | Fermín Cacho | Lekkoatletyka          | bieg na 1500 m mężczyzn                        | 3:40,12 min                                                                         |
| Złoto  | Daniel Plaza | Lekkoatletyka          | chód na 20 km mężczyzn                         | 1:21,45 h                                                                           |
| Złoto  | Juan Carlos Holgado, Antonio Vázquez, Alfonso Menéndez | Łucznictwo             | mężczyźni drużynowo                            | w finale pokonali zespół Finlandii 238:236 pkt                                      |
| Złoto  | José Emilio Amavisca, Rafa Berges, Abelardo, Albert Ferrer, Josep Guardiola, Miguel Hernández, Antonio Sistachs, Mikel Lasa Goikoetxea, Juanma López, Luis Enrique, Kiko, Alfonso, Antonio Pinilla, Paco Soler, Roberto Solozábal, Gabriel Vidal, David Villabona | Piłka nożna            | turniej mężczyzn                               | w finale pokonali reprezentację Polski 3:2                                          |
| Złoto  | Martín López-Zubero | Pływanie               | 200 m stylem grzbietowym                       | 1:58,47 min                                                                         |
| Złoto  | Domingo Manrique, Luis Doreste Blanco | Żeglarstwo             | klasa Latający Holender                        | 29,7 pkt                                                                            |
| Złoto  | Francisco Sánchez, Jordi Calafat | Żeglarstwo             | klasa 470 mężczyźni                            | 50,0 pkt                                                                            |
| Złoto  | José María van der Ploeg | Żeglarstwo             | klasa Finn                                     | 33,4                                                                                |
| Złoto  | Patricia Guerra, Theresa Zabell | Żeglarstwo             | klasa 470 kobiety                              | 29,7 pkt                                                                            |
| Srebro | Faustino Reyes | Boks                   | waga piórkowa (do 57 kg)                       | w finale uległ Niemcowi Andreasowi Tewsowi                                          |
| Srebro | Carolina Pascual | Gimnastyka artystyczna | kobiety indywidualnie                          | 58,100 pkt                                                                          |
| Srebro | Antonio Peñalver | Lekkoatletyka          | dziesięciobój mężczyzn                         | 8412 pkt                                                                            |
| Srebro | Daniel Ballart, Manuel Estiarte, Pedro García, Salvador Gómez, Marco Antonio González, Rubén Michavila, Miki Oca, Sergi Pedrerol, Josep Picó, Jesús Miguel Rollán, Ricardo Sánchez, Jordi Sans                                                                    | Piłka wodna            | turniej mężczyzn                               | w finale ulegli drużynie Włoch 8:9                                                  |
| Srebro | Arantxa Sánchez Vicario, Conchita Martínez | Tenis ziemny           | gra podwójna kobiet                            | w finale uległy Amerykankom Gigi Fernández – Mary Joe Fernández 1:2 (5:7, 6:2, 2:6) |
| Srebro | Jordi Arrese | Tenis ziemny           | gra pojedyncza mężczyzn                        | w finale uległ Szwajcarowi Marcowi Rosset 2:3 (6:7, 4:6, 6:3, 6:4, 6:8)             |
| Srebro | Natalia Vía Dufresne | Żeglarstwo             | klasa Europa                                   | 57,4 pkt                                                                            |
| Brąz   | Javier García | Lekkoatletyka          | skok o tyczce mężczyzn                         | 5,75 m                                                                              |
| Brąz   | Arantxa Sánchez Vicario | Tenis ziemny           | gra pojedyncza kobiet                          | w półfinale uległa Amerykance Jennifer Capriati 2:1 (3:6, 6:3, 1:6)                 |

## Skład kadry

### Badminton
Kobiety
- Esther Sanz – gra pojedyncza – 33. miejsce,

Mężczyźni
- David Serrano – gra pojedyncza – 33. miejsce,

### Baseball
Mężczyźni
- Manuel Martínez, Jesús Lisarri, Juan Pedro Belza, Antonio Salazar, Enrique Cortés, Miguel Ángel Pariente, José Arza, Javier Díez, Juan Damborenea, Francisco Aristu, Luis León, Félix Cano, Juan Manuel Salmerón, Xavier Camps, José María Pulido, Miguel Stella, Gabriel Valarezo, José Luis Becerra, Xavier Civit, Óscar Rebolleda – 8. miejsce,

### Boks
Mężczyźni
- Rafael Lozano waga papierowa do 48 kg – 5. miejsce,
- Óscar Vega waga kogucia do 54 kg – 17. miejsce,
- Faustino Reyes waga piórkowa do 57 kg – 2. miejsce,
- Óscar Palomino waga lekka do 60 kg – 17. miejsce,
- Sergio Rey waga lekkopółśrednia do 63,5 kg – 17. miejsce,
- Víctor Baute waga półśrednia do 67 kg – 17. miejsce,
- José Ortega waga ciężka do 91 kg – 9. miejsce,

### Gimnastyka
Kobiety
- Sonia Fraguas

wielobój indywidualnie – 9. miejsce,
ćwiczenia wolne – 16. miejsce,
skok przez konia – 32. miejsce,
ćwiczenia na poręczach – 58. miejsce,
ćwiczenia na równoważni – 15. miejsce,
- Cristina Fraguas

wielobój indywidualnie – 13. miejsce,
ćwiczenia wolne – 21. miejsce,
skok przez konia – 39. miejsce,
ćwiczenia na poręczach – 7. miejsce,
ćwiczenia na równoważni – 28. miejsce,
- Alicia Fernández

wielobój indywidualnie – 20. miejsce,
ćwiczenia wolne – 30. miejsce,
skok przez konia – 27. miejsce,
ćwiczenia na poręczach – 32. miejsce,
ćwiczenia na równoważni – 40. miejsce,
- Eva Rueda

wielobój indywidualnie – 32. miejsce,
ćwiczenia wolne – 71. miejsce,
skok przez konia – 7. miejsce,
ćwiczenia na poręczach – 17. miejsce,
ćwiczenia na równoważni – 22. miejsce,
- Ruth Rollán

wielobój indywidualnie – 42. miejsce,
ćwiczenia wolne – 35. miejsce,
skok przez konia – 51. miejsce,
ćwiczenia na poręczach – 35. miejsce,
ćwiczenia na równoważni – 67. miejsce,
- Silvia Martínez

wielobój indywidualnie – 49. miejsce,
ćwiczenia wolne – 43. miejsce,
skok przez konia – 56. miejsce,
ćwiczenia na poręczach – 69. miejsce,
ćwiczenia na równoważni – 40. miejsce,
- Cristina Fraguas, Sonia Fraguas, Alicia Fernández, Eva Rueda, Ruth Rollán, Silvia Martínez – wielobój drużynowo – 5. miejsce,
- Carolina Pascual – gimnastyka artystyczna – indywidualnie – 2. miejsce,
- Carmen Acedo – gimnastyka artystyczna – indywidualnie – 4. miejsce,

Mężczyźni
- Alfonso Rodríguez

wielobój indywidualnie – 16. miejsce,
ćwiczenia wolne – 24. miejsce,
skok przez konia – 33. miejsce,
ćwiczenia na poręczach – 37. miejsce,
ćwiczenia na drążku – 11. miejsce,
ćwiczenia na kółkach – 21. miejsce,
ćwiczenia na koniu z łękami – 26. miejsce,
- Miguel Ángel Rubio

wielobój indywidualnie – 76. miejsce,
ćwiczenia wolne – 82. miejsce,
skok przez konia – 91. miejsce,
ćwiczenia na poręczach – 54. miejsce,
ćwiczenia na drążku – 75. miejsce,
ćwiczenia na kółkach – 53. miejsce,
ćwiczenia na koniu z łękami – 55. miejsce,

### Hokej na trawie
Kobiety
- Mariví González, Natalia Dorado, Virginia Ramírez, Carmen Barea, Silvia Manrique, Nagore Gabellanes, Masa Rodríguez, Sonia Barrio, Eli Maragall, Teresa Motos, Maider Tellería, Mercedes Coghen, Núria Olivé, Anna Maiques, Maribel Martínez – 1. miejsce,

Mężczyźni
- Santiago Grau, Ignacio Escudé, Kim Malgosa, Miguel Ortego, Juantxo García-Mauriño, Jaime Amat, Jorge Avilés, Pedro Jufresa, José Antonio Iglesias, Xavier Escudé, Xavi Arnau, Víctor Pujol, Juan Antonio Dinarés, David Freixa, Pablo Usoz, Ramón Jufresa – 5. miejsce,

### Judo
Kobiety
- Yolanda Soler waga do 48 kg – 7. miejsce,
- Almudena Muñoz waga do 52 kg – 1. miejsce,
- Míriam Blasco waga do 56 kg – 1. miejsce,
- Begoña Gómez waga do 61 kg – 7. miejsce,
- María del Carmen Bellón waga do 66 kg – 20. miejsce,
- Cristina Curto waga do 72 kg – 9. miejsce,
- Inmaculada Vicent waga powyżej 72 kg – 13. miejsce,

Mężczyźni
- Carlos Sotillo waga do 60 kg – 23. miejsce,
- Francisco Lorenzo waga do 65 kg – 5. miejsce,
- Joaquín Ruiz waga do 71 kg – 18. miejsce,
- León Villar waga do 86 kg – 9. miejsce,
- Ernesto Pérez waga powyżej 95 kg – 7. miejsce,

### Jeździectwo
- Juan Matute – ujeżdżenie indywidualnie – 43. miejsce,
- Luis Astolfi – skoki przez przeszkody indywidualnie – 19. miejsce,
- Luis Álvarez

skoki przez przeszkody indywidualnie – nie ukończył rundy finałowej (dyskwalifikacja),
WKKW indywidualnie – 7. miejsce,
- Enrique Sarasola – skoki przez przeszkody indywidualnie – nie ukończył rundy finałowej (dyskwalifikacja),
- Cayetano Martínez – skoki przez przeszkody indywidualnie – odpadł w eliminacjach (43. miejsce),
- Luis Astolfi, Luis Álvarez, Enrique Sarasola, Cayetano Martínez – skoki przez przeszkody drużynowo – 4. miejsce,
- Santiago de la Rocha – WKKW indywidualnie – 19. miejsce,
- Fernando Villalón – WKKW indywidualnie – 38. miejsce,
- Santiago Centenera – WKKW indywidualnie – nie ukończył konkurencji (dyskwalifikacja),
- Luis Álvarez, Santiago de la Rocha, Fernando Villalón, Santiago Centenera – WKKW drużynowo – 5. miejsce,

### Kajakarstwo
Kobiety
- Susana Torrejón – K-1 500 m – odpadła w półfinale,
- Belén Sánchez, Joaquina Costa – K-2 500 m – 9. miejsce,
- Belén Sánchez, Joaquina Costa, Luisa Álvárez, Ana María Penas – K-4 500 m – odpadły w półfinale,
- María Eizmendi – kajakarstwo górskie – K-1 – 14. miejsce,
- Cristina Martínez – kajakarstwo górskie – K-1 – 14. miejsce,

Mężczyźni
- Gregorio Vicente – K-1 500 m – odpadł w półfinale,
- Óscar García – K-1 1000 m – odpadł w półfinale,
- Juan José Román, Juan Sánchez

K-2 500 m – 4. miejsce,
K-2 1000 m – 9. miejsce,
- Gregorio Vicente, Alberto Sánchez, Miguel García, Francisco Cabezas – K-4 1000 m – odpadli w półfinale,
- Francisco López – C-1 500 m – odpadł w półfinale,
- José Alfredo Bea – C-1 1000 m – odpadł w półfinale,
- Narciso Suárez, Enrique Míguez – C-2 500 m – odpadli w półfinale,
- Javier Etxaniz – kajakarstwo górskie – K-1 – 22. miejsce,
- José María Martínez – kajakarstwo górskie – K-1 – 35. miejsce,
- Marc Vicente – kajakarstwo górskie – C-1 – 24. miejsce,
- Pere Guerrero – kajakarstwo górskie – C-1 – 28. miejsce,

### Kolarstwo
Kobiety
- Ainhoa Artolazábal – kolarstwo szosowe – wyścig ze startu wspólnego – 34. miejsce,
- Belén Cuevas – kolarstwo szosowe – wyścig ze startu wspólnego – 35. miejsce,
- Dori Ruano – kolarstwo szosowe – wyścig ze startu wspólnego – 41. miejsce,

Mężczyźni
- Ángel Edo – kolarstwo szosowe – wyścig ze startu wspólnego – 15. miejsce,
- Kiko García – kolarstwo szosowe – wyścig ze startu wspólnego – 24. miejsce,
- Eleuterio Mancebo – kolarstwo szosowe – wyścig ze startu wspólnego – nie ukończył wyścigu,
- Miguel Fernández, Álvaro González de Galdeano, Eleuterio Mancebo, David Plaza – kolarstwo szosowe jazda drużynowa na czas na 100 km – 5. miejsce,
- José Moreno

kolarstwo torowe – sprint – 8. miejsce,
kolarstwo torowe – wyścig na 1 km ze startu zatrzymanego – 1. miejsce,
- Adolfo Alperi – kolarstwo torowe – wyścig na 4000 m na dochodzenie indywidualnie – 7. miejsce,
- Adolfo Alperi, Gabriel Aynat, Jonathan Garrido, Santos González – kolarstwo torowe wyścig na 4000 m na dochodzenie drużynowo – 10. miejsce,
- Gabriel Aynat – kolarstwo torowe – wyścig punktowy – odpadł w eliminacjach,

### Koszykówka
Kobiety
- Almudena Vara, Ana Álvaro, Blanca Ares, Carlota Castrejana, Carolina Mújica, Elisabeth Cebrián, Margarita Geuer, Marina Ferragut, Mónica Messa, Mónica Pulgar, Patricia Hernández – 5. miejsce,

Mężczyźni
- Alberto Herreros, Andrés Jiménez, Enrique Andreu, Xavi Fernández, Jordi Villacampa, José Arcega, José Biriukov, Juan Antonio Orenga, Juan Antonio San Epifanio, Rafael Jofresa, Santiago Aldama, Tomás Jofresa – 9. miejsce,

### Lekkoatletyka
Kobiety
- Cristina Castro – bieg na 100 m – odpadła w ćwierćfinale,
- Julia Merino – bieg na 400 m – odpadła w ćwierćfinale,
- Amaya Andrés – bieg na 800 m – odpadła w eliminacjach,
- Mayte Zúñiga – bieg na 1500 m – 6. miejsce,,
- Estela Estévez – bieg na 3000 m – odpadła w eliminacjach,
- María José Mardomingo – bieg na 100 m przez płotki – odpadła w eliminacjach,
- Miriam Alonso – bieg na 400 m przez płotki – odpadła w eliminacjach,
- Esther Lahoz, Cristina Pérez, Gregoria Ferrer, Julia Merino – sztafeta 4 x 400 m – odpadły w eliminacjach,
- María Cruz Díaz – chód na 10 km – 10. miejsce,
- Encarnación Granados – chód na 10 km – 14. miejsce,
- Emilia Cano – chód na 10 km – 22. miejsce,
- Margarita Ramos – pchnięcie kulą – 13. miejsce,
- Ángeles Barreiro – rzut dyskiem – 25. miejsce,

Mężczyźni
- Juan Jesús Trapero – bieg na 100 m – odpadł w eliminacjach,
- Miguel Ángel Gómez – bieg na 200 m – odpadł w ćwierćfinale,
- Cayetano Cornet – bieg na 400 m – odpadł w ćwierćfinale,
- Tomás de Teresa – bieg na 800 m – odpadł w półfinale,
- Luis González – bieg na 800 m – odpadł w półfinale,
- José Arconada – bieg na 800 m – odpadł w eliminacjach,
- Fermín Cacho – bieg na 1500 m – 1. miejsce,
- Manuel Pancorbo – bieg na 1500 m – 11. miejsce,
- José Luis González – bieg na 1500 m – odpadł w eliminacjach,
- Abel Antón – bieg na 5000 m – 8. miejsce,
- Antonio Serrano – bieg na 5000 m – odpadł w eliminacjach,
- Martín Fiz – bieg na 5000 m – odpadł w eliminacjach,
- José Carlos Adán – bieg na 10 000 m – odpadł w eliminacjach,
- Carlos de la Torre – bieg na 10 000 m – odpadł w eliminacjach,
- Alejandro Gómez – bieg na 10 000 m – nie ukończył biegu eliminacyjnego,
- Diego García – maraton – 9. miejsce,
- Rodrigo Gavela – maraton – 18. miejsce,
- José Esteban Montiel – maraton – 32. miejsce,
- Carlos Sala – bieg na 110 m przez płotki – odpadł w ćwierćfinale,
- José Javier Arqués, Enrique Talavera, Juan Jesús Trapero, Sergio López – sztafeta 4 x 100 m – odpadli w półfinale,
- Antonio Sánchez, Gaietà Cornet, Manuel Moreno, Ángel Heras – sztafeta 4 × 400 m – odpadli w eliminacjach,
- Daniel Plaza – chód na 20 km – 1. miejsce,
- Miguel Prieto – chód na 20 km – 10. miejsce,
- Valentí Massana – chód na 20 km – nie ukończył konkurencji (dyskwalifikacja),
- Josep Marín – chód na 50 km – 9. miejsce,
- Jesús Ángel García – chód na 50 km – 10. miejsce,
- Jaime Barroso – chód na 50 km – 14. miejsce,
- Gustavo Becker – skok wzwyż – 11. miejsce,
- Arturo Ortíz – skok wzwyż – 27. miejsce,
- Javier García – skok o tyczce – 3. miejsce,
- Alberto Ruiz – skok o tyczce – 10. miejsce,
- Daniel Martí – skok o tyczce – 19. miejsce,
- Jesús Oliván – skok w dal – 18. miejsce,
- Ángel Hernández – skok w dal – nie sklasyfikowany (nie zaliczył żadnej udanej próby),
- Santiago Moreno – trójskok – 28. miejsce,
- David Martínez – rzut dyskiem – 9. miejsce,
- Julián Sotelo – rzut oszczepem – 20. miejsce,
- Antonio Peñalver – dziesięciobój – 2. miejsce,
- Álvaro Burrell – dziesięciobój – 16. miejsce,
- Francisco Benet – dziesięciobój – 22. miejsce,

### Łucznictwo
Kobiety
- Teresa Fernández – indywidualnie – 41. miejsce,

Mężczyźni
- Antonio Vázquez – indywidualnie – 28. miejsce,
- Alfonso Menéndez – indywidualnie – 42. miejsce,
- Juan Carlos Holgado – indywidualnie – 45. miejsce,
- Juan Carlos Holgado, Antonio Vázquez, Alfonso Menéndez – drużynowo – 1. miejsce,

### Pięciobój nowoczesny
Mężczyźni
- Jesús Centeno indywidualnie – 27. miejsce,
- Leopoldo Centeno indywidualnie – 37. miejsce,
- Carles Lerín indywidualnie – 55. miejsce,
- Jesús Centeno, Leopoldo Centeno, Carles Lerín – drużynowo – 12. miejsce,

### Piłka nożna
Mężczyźni
- José Emilio Amavisca, Rafa Berges, Abelardo, Albert Ferrer, Josep Guardiola, Miguel Hernández, Antonio Sistachs, Mikel Lasa Goikoetxea, Juanma López, Luis Enrique, Kiko, Alfonso, Antonio Pinilla, Paco Soler, Roberto Solozábal, Gabriel Vidal, David Villabona – 1. miejsce,

### Piłka ręczna
Kobiety
- Amaia Ugartamendía, Blanca Martín-Calero, Cristina Gómez, Dolores Ruiz, Esperanza Tercero, Karmele Makazaga, Eugenia Sánchez, Mercedes Fuentes, Montserrat Marin, Montse Puche, Paloma Arranz, Raquel Vizcaíno, Rita Hernández, Begoña Sánchez – 7. miejsce,

Mężczyźni
- Aitor Etxaburu, Alberto Urdiales, Aleix Franch, Angel Hermida, David Barrufet, Enric Massip, Fernando Bolea, Iñaki Urdangarin, Jaume Fort, Juan Francisco Alemany, Juan Javier Cabanas, Juan Francisco Muñoz, Lorenzo Rico, Luis Eduardo García, Mateo Garralda, Ricardo Marín – 5. miejsce,

### Piłka wodna
Mężczyźni
- Daniel Ballart, Manuel Estiarte, Pedro García, Salvador Gómez, Marco Antonio González, Rubén Michavila, Miki Oca, Sergio Pedrerol, Josep Picó, Jesús Miguel Rollán, Ricardo Sánchez, Jordi Sans – 2. miejsce,

### Pływanie
Kobiety
- Claudia Franco

50 m stylem dowolnym – 21. miejsce,
100 m stylem dowolnym – 21. miejsce,
- Natalia Pulido

100 m stylem dowolnym – 26. miejsce,
200 m stylem dowolnym – 24. miejsce,
- Itziar Esparza

400 m stylem dowolnym – 20. miejsce,
800 m stylem dowolnym – 16. miejsce,
- Nuria Castelló

100 m stylem grzbietowym – 27. miejsce,
200 m stylem grzbietowym – 18. miejsce,
- Cristina Rey – 200 m stylem grzbietowym – 34. miejsce,
- Rocío Ruiz – 100 m stylem klasycznym – 22. miejsce,
- Lourdes Becerra – 200 m stylem klasycznym – 28. miejsce,
- María Peláez

100 m stylem motylkowym – 15. miejsce,
200 m stylem motylkowym – 17. miejsce,
- Bárbara Franco – 100 m stylem motylkowym – 26. miejsce,
- María Luisa Fernández – 200 m stylem motylkowym – 17. miejsce,
- Silvia Parera

200 m stylem zmiennym – 10. miejsce,
400 m stylem zmiennym – 12. miejsce,
- Lourdes Becerra

200 m stylem zmiennym – 31. miejsce,
400 m stylem zmiennym – 22. miejsce,
- Nuria Castelló, Rocío Ruiz, María Peláez, Claudia Franco – sztafeta 4 x 100 m stylem zmiennym – 13. miejsce,

Mężczyźni
- Sergio Roura – 1500 m stylem dowolnym – 11. miejsce,
- Martín López-Zubero

100 m stylem grzbietowym – 4. miejsce,
200 m stylem grzbietowym – 1. miejsce,
100 m stylem motylkowym – 7. miejsce,
200 m stylem zmiennym – 9. miejsce,
- Carlos Ventosa – 100 m stylem grzbietowym – 14. miejsce,
- Jorge Pérez

200 m stylem grzbietowym – 25. miejsce,
200 m stylem motylkowym  – 24. miejsce,
400 m stylem zmiennym – 11. miejsce,
- Ramón Camallonga – 100 m stylem klasycznym – 21. miejsce,
- Sergio López

100 m stylem klasycznym – 23. miejsce,
200 m stylem klasycznym – 4. miejsce,
- Joaquín Fernández – 200 m stylem klasycznym – 10. miejsce,
- Jaime Fernández – 100 m stylem motylkowym – 29. miejsce,
- José Luis Ballester – 200 m stylem motylkowym – 21. miejsce,
- Joaquín Fernández – 400 m stylem zmiennym – 23. miejsce,
- Martín López-Zubero, Ramón Camallonga, Jaime Fernández, Carlos Ventosa – sztafeta 4 × 100 m stylem zmiennym – 10. miejsce,

### Pływanie synchroniczne
Kobiety
- Eva López – solistki – 13. miejsce,
- Marta Amorós – soolistki – odpadła w eliminacjach,
- Nuria Ayala – soolistki – odpadła w eliminacjach,
- Marta Amorós, Eva López – duety – 11. miejsce,

### Podnoszenie ciężarów
Mężczyźni
- José Andrés Ibáñez – waga do 52 kg – 8. miejsce,
- José Zurera – waga do 56 kg – 12. miejsce,
- José Luis Martínez – waga do 56 kg – 15. miejsce,
- Cecilio Leal – waga do 60 kg – 23. miejsce,
- Fernando Mariaca – waga do 67,5 kg – nie sklasyfikowany (nie zaliczył żadnej próby w rwaniu),
- Juan Carlos – waga do 82,5 kg – 22. miejsce,

### Siatkówka
Kobiety
- Virginia Cardona, Laura de la Torre, Asunción Domenech, Estela Domínguez, Marta Gens, Inmaculada González, Olga Martín, Carmen Miranda, Rita Oraá, María del Mar Rey, Inmaculada Torres, Ana María Tostado – 8. miejsce,

Mężczyźni
- Ángel Alonso, Venancio Costa, Jesús Garrido, Francisco Hervás, Héctor López, Miguel Ángel Maroto, Rafael Pascual, Juan Carlos Robles, Ernesto Rodríguez, Francisco Sánchez, Jesús Sánchez, Benjamin Vicedo – 8. miejsce,

### Skoki do wody
Kobiety
- Julia Cruz – trampolina 3 m – 12. miejsce,

Mężczyźni
- José Miguel Gil – trampolina 3 m – 23. miejsce,
- Rafael Álvarez – wieża 10 m – 9. miejsce,

### Strzelectwo
Kobiety
- María del Pilar Fernández

pistolet pneumatyczny 10 m – 6. miejsce,
pistolet sportowy 25 m – 12. miejsce,
- Eva Suárez

pistolet pneumatyczny 10 m – 31. miejsce,
pistolet sportowy 25 m – 41. miejsce,
- Nieves Fernández

karabin pneumatyczny 10 m – 26. miejsce,
karabin małokalibrowy, trzy pozycje 50 m – 24. miejsce,
- Cristina Fernández – karabin pneumatyczny 10 m – 39. miejsce,

Mężczyźni
- Francisco Sanz

pistolet pneumatyczny 10 m – 19. miejsce,
pistolet dowolny 50 m – 37. miejsce,
- Juan Seguí – pistolet szybkostrzelny 25 m – 16. miejsce,
- Alberto Areces – pistolet dowolny 50 m – 26. miejsce,
- Enrique Claverol

karabin pneumatyczny 10 m – 13. miejsce,
karabin małokalibrowy, trzy pozycje 50 m – 26. miejsce,
- Jorge González

karabin pneumatyczny 10 m – 21. miejsce,
karabin małokalibrowy, trzy pozycje 50 m – 35. miejsce,
karabin małokalibrowy, leżąc 50 m – 26. miejsce,
- Jaime Parés – karabin małokalibrowy, leżąc 50 m – 48. miejsce,

Open
- José Bladas – trap – 7. miejsce,
- Rafael Axpe – trap – 33. miejsce,
- Gemma Usieto – trap – 44. miejsce,
- José María Colorado – skeet – 5. miejsce,
- Jorge Guardiola – skeet – 16. miejsce,

### Szermierka
Kobiety
- Rosa María Castillejo – floret indywidualnie – 30. miejsce,
- Montserat Esquerdo – floret indywidualnie – 35. miejsce,

Mężczyźni
- Andrés García – floret indywidualnie – 16. miejsce,
- Ramiro Bravo – floret indywidualnie – 28. miejsce,
- José Francisco Guerra – floret indywidualnie – 40. miejsce,
- Andrés García, Ramiro Bravo, José Francisco Guerra, Andrés Crespo, Jesús Esperanza – floret drużynowo – 12. miejsce,
- Fernando de la Peña – szpada indywidualnie – 23. miejsce,
- Raúl Maroto – szpada indywidualnie – 38. miejsce,
- Manuel Pereira – szpada indywidualnie – 48. miejsce,
- Fernando de la Peña, Ángel Fernández, César González, Raúl Maroto, Manuel Pereira  – szpada drużynowo – 6. miejsce,
- Antonio García – szabla indywidualnie – 5. miejsce,
- Raúl Peinador – szabla indywidualnie – 29. miejsce,
- José Luis Álvarez – szabla indywidualnie – 44. miejsce,
- Antonio García, Raúl Peinador, José Luis Álvarez, Marco Antonio Rioja – szabla drużynowo – 11. miejsce,

### Tenis stołowy
Kobiety
- Ana María Godes – gra pojedyncza – 49. miejsce,
- Ana María Godes, Gloria Gauchia – gra podwójna – 25. miejsce,

Mężczyźni
- Roberto Casares – gra pojedyncza – 33. miejsce,
- José María Pales – gra pojedyncza – 49. miejsce,
- José María Pales, Roberto Casares – gra podwójna – 17. miejsce,

### Tenis ziemny
Kobiety
- Arantxa Sánchez Vicario – gra pojedyncza – 3. miejsce
- Conchita Martínez – gra pojedyncza – 5. miejsce,
- Arantxa Sánchez Vicario, Conchita Martínez – gra podwójna – 2. miejsce,

Mężczyźni
- Jordi Arrese – gra pojedyncza – 2. miejsce,
- Emilio Sánchez Vicario – gra pojedyncza – 5. miejsce,
- Sergi Bruguera – gra pojedyncza – 17. miejsce,
- Sergio Casal, Emilio Sánchez Vicario – gra podwójna – 5. miejsce,

### Wioślarstwo
Mężczyźni
- Miguel Álvarez, José Antonio Merín – dwójka podwójna – 6. miejsce,
- José Ignacio Bugarín, Ibon Urbieta, Javier Cano – dwójka ze sternikiem – 12. miejsce,
- José Antonio Rodríguez, Melquiades Verduras, Bruno López, José Manuel Bermúdez – czwórka podwójna – 10. miejsce,
- Fernando Climent Huerta, José María de Marco, Juan Aguirre, Fernando Molina – czwórka bez sternika – 9. miejsce,
- Josu Andueza, Andreu Canals, José María Claro, Horacio Allegue, Jordi Quer, Garikoitz Azkue, Josép Robert, Juan María Altuna, Carlos Front – ósemka – 14. miejsce,

### Zapasy
Mężczyźni
- Miguel Ángel Sierra – styl klasyczny waga do 57 kg – odpadł w eliminacjach,
- Luis Martínez – styl klasyczny waga do 62 kg – odpadł w eliminacjach,
- Pedro Villuela – styl klasyczny waga do 68 kg – odpadł w eliminacjach,
- José Alberto Recuero – styl klasyczny waga do 74 kg – odpadł w eliminacjach,
- Francisco Sánchez – styl wolny waga do 48 kg – odpadł w eliminacjach,
- Laureano Atanes – styl wolny waga do 52 kg – odpadł w eliminacjach,
- Andrés Iniesta – styl wolny waga do 57 kg – odpadł w eliminacjach,
- Vicente Cáceres – styl wolny waga do 62 kg – odpadł w eliminacjach,
- Francisco Barcia – styl wolny waga do 68 kg – odpadł w eliminacjach,
- Francisco Iglesias – styl wolny waga do 82 kg – 8. miejsce,

### Żeglarstwo
- Mireia Casas – windsurfing kobiety – 12. miejsce,
- Natalia Vía Dufresne – klasa Europa – 2. miejsce,
- Patricia Guerra, Theresa Zabell – klasa 470 kobiet – 1. miejsce,
- Asier Fernández – windsurfing mężczyźni – 6. miejsce,
- José María van der Ploeg – klasa Finn – 1. miejsce,
- Francisco Sánchez, Jordi Calafat – klasa 470 mężczyźni – 1. miejsce,
- Fernando Rita, Jaime Piris – klasa Star – 10. miejsce,
- Carlos Santacreu, José Luis Ballester – klasa Tornado – 12. miejsce,
- Alfredo Vázquez, Felipe de Borbón, Fernando Léon – klasa Soling – 6. miejsce,
- Domingo Manrique, Luis Doreste Blanco – klasa Latający Holender – 1. miejsce,